# کوزووف بیسکوپی
کوزووف بیسکوپی (به لهستانی:  Kozłów Biskupi) یک روستا در لهستان است که در گمینا نووا سوخا واقع شده‌است.